# IZ*ONE remember Z
IZ*ONE remember Z(아이즈원 리멤버 제트, アイズワン リメンバー ゼット)는 대한민국과 일본의 합작 걸 그룹인 아이즈원의 모바일 게임이다.

## 줄거리
2021년 졸업식을 가던 플레이어는 2년 전인 2019년 아이즈원의 매니저였던 플레이어가 갑자기 멤버들에게서 도망치듯이 전학을 갔던 그 때의 ‘미소’와 ‘눈물’, 그리고 이뤄내지 못한 약속과 그 날의 후회에 대한 생각 중에 불의의 사고를 당한다.
눈을 뜨니 2019년으로 타임 슬립을 하게 되고 그 날의 약속을 되돌아보며 이번에야말로 프로듀서를 목표로 한 채 나아간다.

## 내역
2019년 5월 2일, 생성된 공식 SNS를 통해서 모바일 게임이 출시 예정이며 자세한 사항은 6월 20일에 공개한다고 알렸다.
2019년 6월 20일에 공식 트위터를 통해서 한일 동시 출시의 결정을 알렸으며 사전 등록이 오후 5시부터 가능하게 됐으며 사전등록 캠페인 2종을 실시한다고 알렸으다. 사전 등록이 시작되는 오후 5시부터 리트윗 캠페인 진행 발표와 동시에 미야와키 사쿠라의 게임 소개 영상이 함께 게재가 되었으며 유튜브에는 티저 영상이 공개됐다. 그리고, 페이스북, 인스타그램, 라인의 공식 계정도 개설됐다.

## 등장 인물
- 아이즈원
  - 장원영
  - 미야와키 사쿠라
  - 조유리
  - 최예나
  - 안유진
  - 야부키 나코
  - 권은비
  - 강혜원
  - 혼다 히토미
  - 김채원
  - 김민주
  - 이채연

## 캠페인
리트윗의 총합에 따라서 게임에 받는 보상이 달라지며 1만 당 뽑기 티켓 1장을 선물로 지급한다.

### 내용주
1. ↑  예를 들어 2만 1천 회이면 2만이기 때문에 뽑기 티켓이 2장이 되는 것이다.

### 참조주
1. ↑  “グローバルグループ IZ*ONE初の公式ゲームアプリ リリース決定！！” [글로벌 그룹 아이즈원의 첫 공식 게임 어플 발매 결정!!] (일본어). 2019년 5월 7일. 2019년 6월 1일에 확인함.
2. ↑  2019년 5월 2일의 트윗
3. ↑  izone_gameapp의 트윗 (1141609678314467328)
4. ↑  izone_gameapp의 트윗 (1141613604652740608)
5. ↑  티저 영상 - 유튜브
6. ↑  “Campaign”. 《IZ*ONE remember Z》 (한국어, 일본어). 10ANTZ, 오프더레코드. 2019년 6월 20일. 2019년 6월 20일에 확인함.[깨진 링크(과거 내용 찾기)]